# 3r Exèrcit Panzer
El Tercer Exèrcit Panzer (alemany: 3. Panzerarmee) va ser una formació cuirassada alemanya durant la Segona Guerra Mundial, formada a partir del 3r Grup Panzer l'1 de gener de 1942.

## El Tercer Grup Panzer
El Tercer Grup Panzer (en alemany: Panzergruppe 3) va ser format el 16 de novembre de 1940. Formava part del Grup d'Exèrcits Centre, participant en l'operació Barbarossa i lluitant en la batalla de Moscou a finals de 1941 i inicis de 1942. Posteriorment serviria a l'operació Tifó, on estava sota el control operatiu del 9. Armee. L'1 de gener de 1942 va passar a denominar-se 3r Exèrcit Panzer.

### Orde de batalla
A l'inici de l'operació Barbarossa el Grup consistia en els Cossos d'Exèrcit (motoritzats) XXXIX i LVII.
- Comandant: Generaloberst Hermann Hoth
- Cap d'estat major: Oberst Walther von Hünersdorff
- XLI Cos Motoritzat - General der Panzertruppe Georg-Hans Reinhardt
  - 1.Panzer-Division - Generalleutnant Friedrich Kirchner
  - 36.Infanterie-Division (Mot.) - Generalleutnant Otto-Ernst Ottenbacher
- LVI Cos Motoritzat - General der Panzertruppe Ferdinand Schaal
  - 6.Panzer-Division - Major General Franz Landgraf
  - 7.Panzer-Division - Major General Hans Freiherr von Funck
  - 14.Infanterie-Division (Mot.) - Major General Friedrich Fürst
- VI Corps - General der Pioniere Otto-Wilhelm Förster
  - 6.Infanterie-Division - Generalleutnant Helge Auleb
  - 26.Infanterie-Division - Major General Walter Weiß
  - 110.Infanterie-Division - Generalleutnant Ernst Seifert

## El Tercer Exèrcit Panzer
El Tercer Exèrcit Panzer va ser format l'1 de gener de 1942 en redessignar el 3r Grup Panzer.
Durant la contraofensiva soviètica, el 3r Exèrcit Panzer lluità per sortir de l'encerclament, lluitant posteriorment a Tekino, Duna i Vitebsk. Al març de 1944 participà en la reunió i deportació de civils soviètics de la zona de Borisov. Els civils van ser deportats a Alemanya per fer-los servir com a treballadors forçats- L'Exèrcit es retirà posteriorment per Lituània i Curlàndia, participant en la batalla de Memel de 1944.
Al febrer de 1945 el 3r Exèrcit Panzer era un dels exèrcits que formaven part del nou Grup d'Exèrcits Vístula. El 10 de març de 1945, el general Hasso-Eccard von Manteuffel va ser nomenat comandant del 3r Exèrcit Panzer, sent destinat a defensar la riba de l'Oder, al nord dels turons de Seelow, bloquejant l'accés soviètic a la Pomerània occidental i a Berlín. Van haver de fer front a l'atac soviètic, llançat pel 2n Front de Belarús del mariscal Rokossovski durant la batalla de Berlín. El 25 d'abril, els soviètics van trencar la línia del Tercer Exèrcit Panzer a la zona del cap de pont al sud de Stettin i travessaren els aiguamolls de Randow
Després de la derrota a Stettin, el Tercer Exèrcit Panzer va haver de retirar-se cap a la regió de Meclenburg, on el quarter general, incloent a Manteuffel, es rendiren a la 8a divisió d'infanteria dels Estats Units a Hagenow el 3 de maig de 1945.

## Comandants
| Dates                                        | Rang                     | Nom                  |
| -------------------------------------------- | ------------------------ | -------------------- |
| 16 de novembre de 1940 - 5 d'octubre de 1941 | Generaloberst            | Hermann Hoth         |
| 5 d'octubre de 1941 - 15 d'agost de 1944     | Generaloberst            | Georg-Hans Reinhardt |
| 15 d'agost de 1944 - 9 de març de 1945       | Generaloberst            | Erhard Raus          |
| 15 d'agost de 1944 - 8 de maig de 1945       | General der Panzertruppe | Hasso von Manteuffel |

| Dates                                       | Rang            | Nom                        |
| ------------------------------------------- | --------------- | -------------------------- |
| 16 de novembre de 1940 - 13 de maig de 1942 | Oberst          | Walther von Hünersdorff    |
| 13 de maig de 1942 - 5 de maig de 1943      | Generalleutnant | Walter Schilling           |
| 5 de maig de 1943 - 1 de setembre de 1944   | Generalmajor    | Otto Heidkämper            |
| 1 de setembre de 1944 - 8 de maig de 1945   | Generalmajor    | Burkhart Müller-Hillebrand |

| Dates                                          | Rang           | Nom                            |
| ---------------------------------------------- | -------------- | ------------------------------ |
| 16 de novembre de 1940 - 31 de gener de 1941   | Oberstleutnant | Harald Freiherr von Elverfeldt |
| 1 de febrer de 1941 - 1 de juny de 1942        | Oberstleutnant | Carl Wagener                   |
| 2 de juny de 1942 - 5 de novembre de 1943      | Oberst         | Dietrich Beelitz               |
| 5 de novembre de 1943 - 25 de setembre de 1944 | Oberst         | Hans-Joachim Ludendorff        |
| 25 de setembre de 1944 - 8 de maig de 1945     | Major          | Hans Krohn                     |